# Убийство «ожерельем»
Убийство «ожерельем» (англ. necklace murder или necklacing) — разновидность суда Линча, которая практиковалась в Южно-Африканской Республике борцами с режимом апартеида. Состоит в надевании на человека автомобильной шины, облитой бензином, и поджигании его заживо.

## История
В 1985—1989 годах убийства «ожерельем» применялось чернокожим населением Южно-Африканской Республики как часть борьбы с режимом апартеида, а именно для наказания доносчиков (англ. sell-outs), сотрудничавших с властями. Они совершались группировками молодёжи, считавшими их в духе «единства в борьбе с угнетающим правительством», при этом обычные жители рассматривали их как варварство и жестокость, но ничего не могли поделать и не возражали, чтобы не быть оклеймлёнными доносчиками и не быть убитыми «ожерельем» самим.
Также убийство «ожерельем» применялось к «ведьмам», участникам вражеских группировок и при сведении счётов по личным причинам. Распространённость убийств «ожерельем» свела на нет сопротивление освободительной деятельности чернокожего населения: в городах распространился страх перед ними и испуганное население спасалось бегством из городов.